# Francesco Barsanti
Francesco Barsanti (* 1690 in Lucca; † 1770 in London) war ein italienischer Komponist, Oboist und Flötist.

## Leben
Ursprünglich sollte Barsanti in Padua ein wissenschaftliches Studium beginnen, er beschloss jedoch, sich ganz der Musik zu widmen. 1714 zog er in Begleitung von Francesco Geminiani nach London und spielte dort an der italienischen Oper Oboe und Flöte. Ab 1735 hatte er eine Anstellung in adeligen Diensten in Schottland, wo er auch heiratete. Aus dieser Zeit stammen seine besten Kompositionen, die Concerti grossi op. 3 und seine Ouvertüren op. 4. Als er nach 1743 wieder in London war, geriet er durch den Verlust seiner vormaligen Beziehungen zusehends in Armut. Er verdiente seinen Lebensunterhalt als Bratschist an einem Londoner Theater.

## Gedruckte Werke
- Op. 1: 6 Sonate a Flauto o Violino, con Basso per Violone o Cembalo (London, 1724)
- Op. 2: 6 Sonatas per la Traversiera, o German Flute (London, um 1728)
- Sonatas or Solos for a Flute with a thorough Bass for the Harpsichord or Bass Violin (London, um 1731)
- Op. 3: Solos for a German Flute, a Hoboy or Violin, with a thorough Bass for Harpsichord or Bass Violin (London, um 1735)
- Sonatas of three Parts for two Violins, a Violoncello and thorough Bass made out of Geminiani’s Solos (London, 1735)
- Op. 3: 10 Concerti grossi. Parte prima. Con duoi Corni, duoi Violini, Viola, Basso e Timpani. Parte seconda. Con duoi Oboè, una Tromba, duoi Violini, Viola, Basso e Timpani (Edinburgh, 1742)
- A Collection of Old Scots Tunes with a Bass for Violoncello or Harpsichord (Edinburgh, 1742)
- Op. 4: 9 Overture a quattro [...] due Violini, Viola e Basso (Edinburgh, 1745?)
- Op. 5: 6 Antifone (London, um 1750)
- Op. 6: 6 Concerti grossi con due Violini, Viola e Violoncello obligati con due altri Violini e Basso di Ripieno, nach Notturni von Giovanni Battista Sammartini (London, 1757)
- Op. 6: 6 Sonatas for two Violins and Bass (London, um 1765)